# كلمات المرور (أبل)
كلمات المرور (بالإنجليزية: Passwords)‏ هو تطبيق لإدارة كلمات المرور طورته شركة أبل. وهو متاح للأجهزة التي تعمل بنظام التشغيل آي أو إس 18 وآي باد أو إس 18 وماك أو إس سيكويا وفيجن أو إس 2 أو أعلى. يتيح التطبيق للمستخدمين تخزين معلومات الحساب المشفرة المحفوظة في سلسلة مفاتيح آي كلاود أو التي تم إنشاؤها عبر تسجيل الدخول باستخدام أبل والوصول إليها. يمكن أيضًا الوصول إلى كلمات المرور من خلال برنامج آي كلاود لنظام التشغيل ويندوز.
تم الإعلان عن التطبيق في 10 يونيو 2024 بواسطة كريج فيديريغي في مؤتمر أبل العالمي للمطورين 2024، وتم شحنه مع آي أو إس 18 وآي باد أو إس 18 وماك أو إس سيكويا في 16 سبتمبر 2024.

## الميزات
يمكن للمستخدمين اختيار إدخال تفاصيل الحساب الجديد يدويًا في التطبيق، مما يتطلب إضافة علامة أو اسم موقع ويب إلى جانب اسم المستخدم وكلمة المرور المرتبطين. يمكن أيضًا إرفاق ملاحظات إضافية بالحساب لمزيد من التفاصيل؛ ومع ذلك، لا يتمكن المستخدمون من إضافة حقول البيانات الخاصة بهم. سيتم تسجيل الحسابات التي تم إنشاؤها من خلال تسجيل الدخول باستخدام أبل تلقائيًا في التطبيق وستعرض عنوان البريد الإلكتروني بالوكالة الخاص بها إذا تم استخدام ميزة «إخفاء بريدي الإلكتروني» في آي كلاود.
عند إدخال حساب جديد في سلسلة المفاتيح، سيوفر التطبيق أيضًا اقتراحًا قويًا لكلمة مرور مكونة من أرقام وحروف عشوائية. يتم تشفير جميع التفاصيل وتخزينها على حساب آي كلاود الخاص بالمستخدم عبر سلسلة المفاتيح، مما يسمح بمزامنة كلمات المرور واستخدامها عبر الأجهزة. تتيح ميزة التعبئة التلقائية إدخال التفاصيل المخزنة في التطبيق تلقائيًا في موقع ويب أو تطبيق لتسجيل الدخول إلى الحساب بسرعة وسهولة.
إلى جانب كلمات المرور القياسية، يدعم البرنامج استخدام مفاتيح المرور وأكواد أمان المصادقة متعددة العوامل وسيوفر للمستخدمين توصيات أمنية إذا كانت كلمات المرور الخاصة بهم قابلة للتخمين بسهولة أو تم العثور عليها في خرق للبيانات. يمكن أيضًا إضافة الحسابات إلى مجموعات مشتركة لمنح الوصول للأصدقاء والعائلة.
ستقوم كلمات المرور أيضًا بتخزين تفاصيل أي شبكات واي فاي متصلة ويمكنها إنشاء رمز رمز استجابة سريعة يمكن مسحه ضوئيًا لتوصيل جهاز آخر بنفس الشبكة.

## التاريخ
طورت شركة أبل نظام إدارة كلمات المرور سلسلة المفاتيح [الإنجليزية] لأول مرة كمكون لنظام البريد الإلكتروني باور توك [الإنجليزية] الذي توقف إنتاجه الآن. تم إحياء المفهوم في النهاية ودمجه مباشرة في نظام التشغيل مع ماك أو إس 8.6، مما يسمح بالتخزين الآمن للعديد من أنواع البيانات الحساسة. في مؤتمر أبل العالمي للمطورين 2013 2013، كشفت أبل عن آي كلاود سلسلة المفاتيح، الذي قدم التخزين المشفر لتفاصيل الحساب عبر آي كلاود. سمح هذا بمزامنة عمليات تسجيل الدخول عبر أجهزة Mac وقدم ميزات أخرى ملحوظة بما في ذلك التعبئة التلقائية وإنشاء كلمات مرور مقترحة عند التسجيل.
تم أيضًا تضمين نسخة مبسطة من سلسلة المفاتيح في نظام التشغيل آي أو إس منذ إصداره الأولي، حيث كان تخزين كلمة المرور متاحًا سابقًا فقط من خلال تطبيق الإعدادات. تم دمج ملء كلمة المرور تلقائيًا لأول مرة في نظام التشغيل مع إصدار آي أو إس 11، وتم توسيعه لاحقًا إلى واجهة برمجة تطبيقات لمديري كلمات المرور التابعين لجهات خارجية.